# 中共沔监县委
中共沔监县委，又称中国共产党沔监县委员会、中共监沔县委，是中国共产党于1929年12月至1930年6月期间短暂设立的一个基层组织，活动范围主要在湖北沔阳、监利等地。

## 沿革
1929年12月，中共沔监县委在周何家湾建立，娄敏修担任首任书记。由于监利县苏维埃政府率先成立，两县湖区民众要求扩建，周逸群决定将中共沔监县委改为中共监沔县委，成立监沔县苏维埃政府，娄敏修调红军。1930年2月，由李铁清出任县委书记和苏维埃政府主席。县委内设秘书处、组织部、宣传部妇委、青委等工作机构，隶属中共鄂西特委，下辖150多个村庄的党组织，活动范围主要是在沔阳、监利等地边界活动。1930年6月撤销。